# Fanny Brawne
Frances (Fanny) Brawne (9 août 1800 - 4 décembre 1865) est surtout connue aujourd'hui pour ses fiançailles, au XIXe siècle avec le poète John Keats, fait largement inconnu jusqu'à la publication de leur correspondance en 1878. Ces fiançailles, de décembre 1818 jusqu'à sa mort en février 1821, couvrent une partie des années les plus productives de la vie poétique de Keats.
Le film de Jane Campion, Bright Star, sélectionné pour le Festival de Cannes 2009, met en scène le poète au moment de sa rencontre avec Fanny Brawne, qui avait déjà inspiré à Rudyard Kipling sa nouvelle Sans fil (1902).